# Księży Młyn

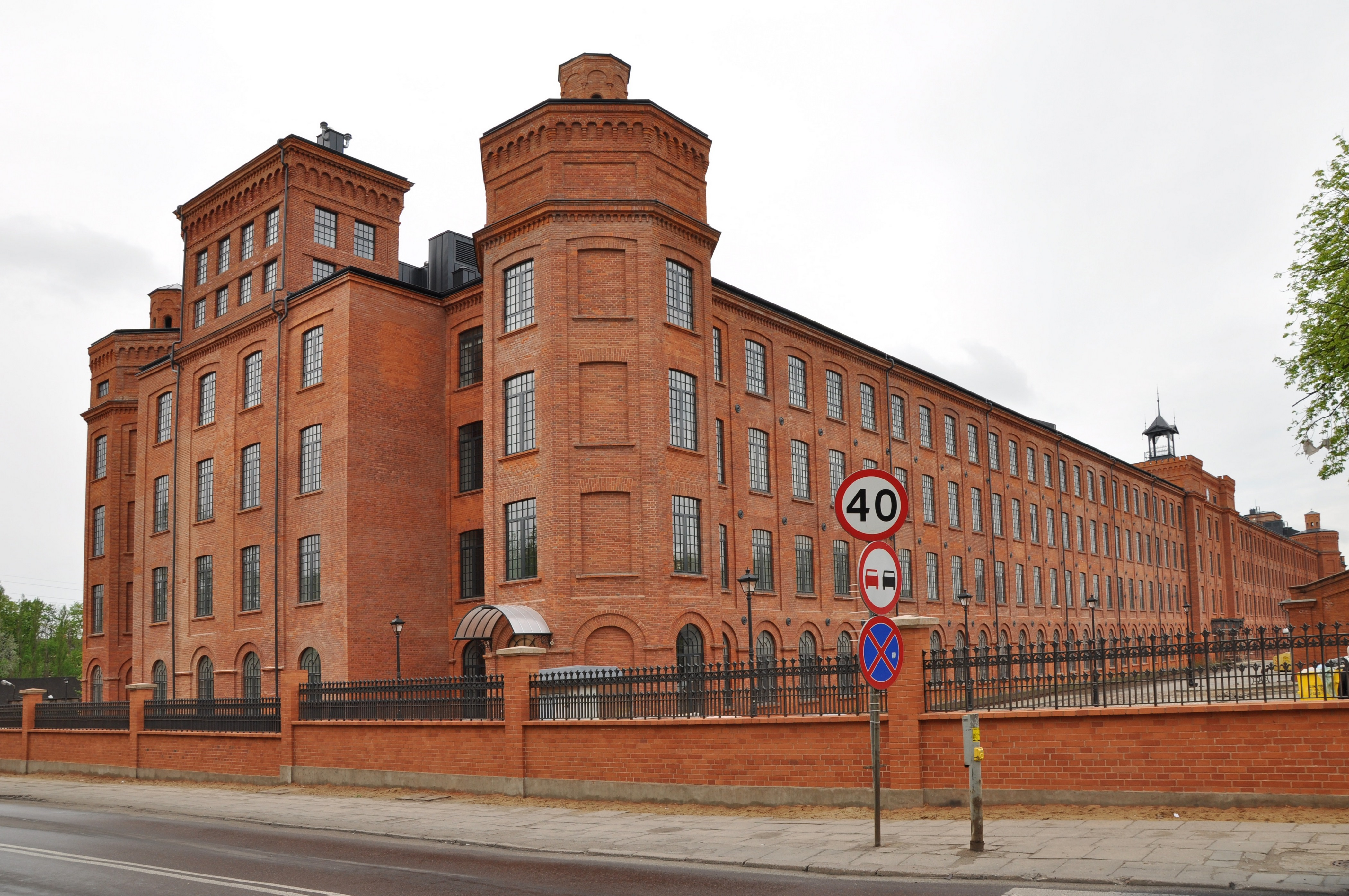
Budynek przędzalni na Księżym Młynie

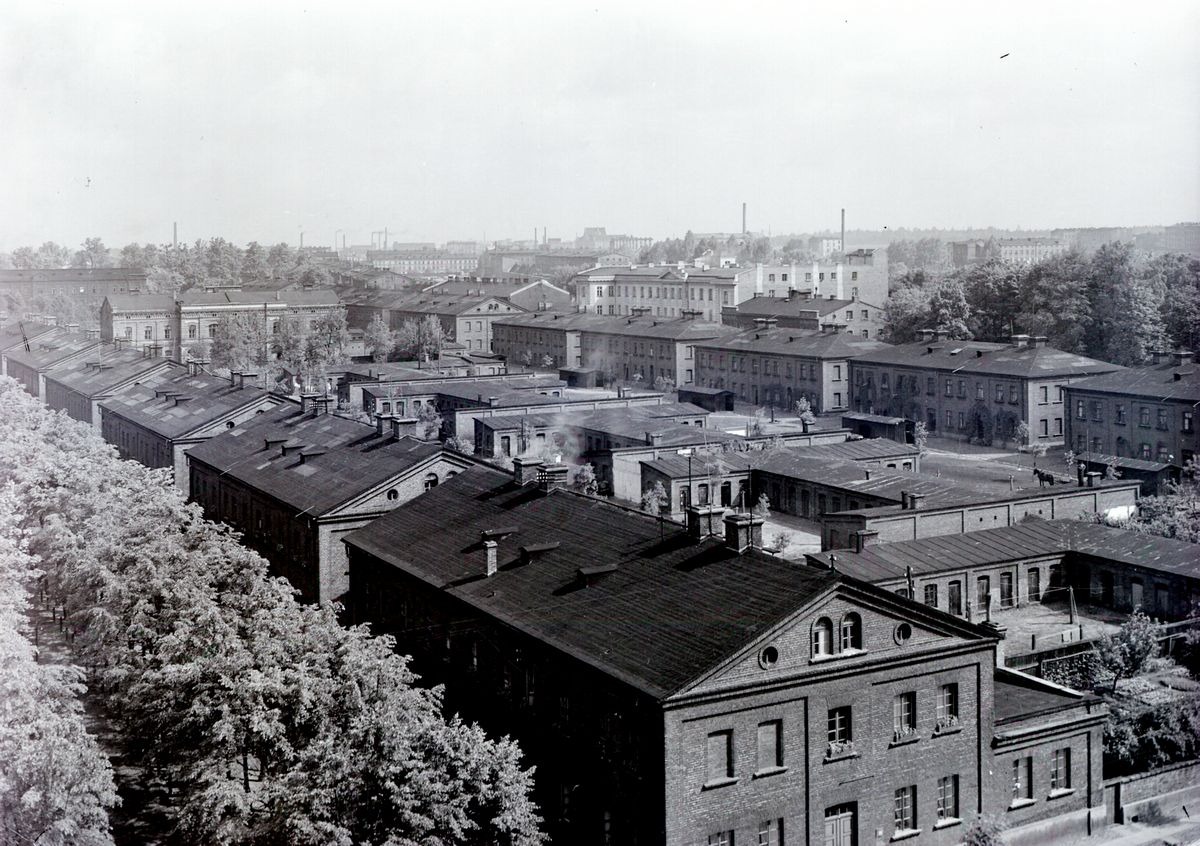
Księży Młyn, scheiblerowskie domy familijne na zdjęciu z archiwum Włodzimierza Pfeiffera

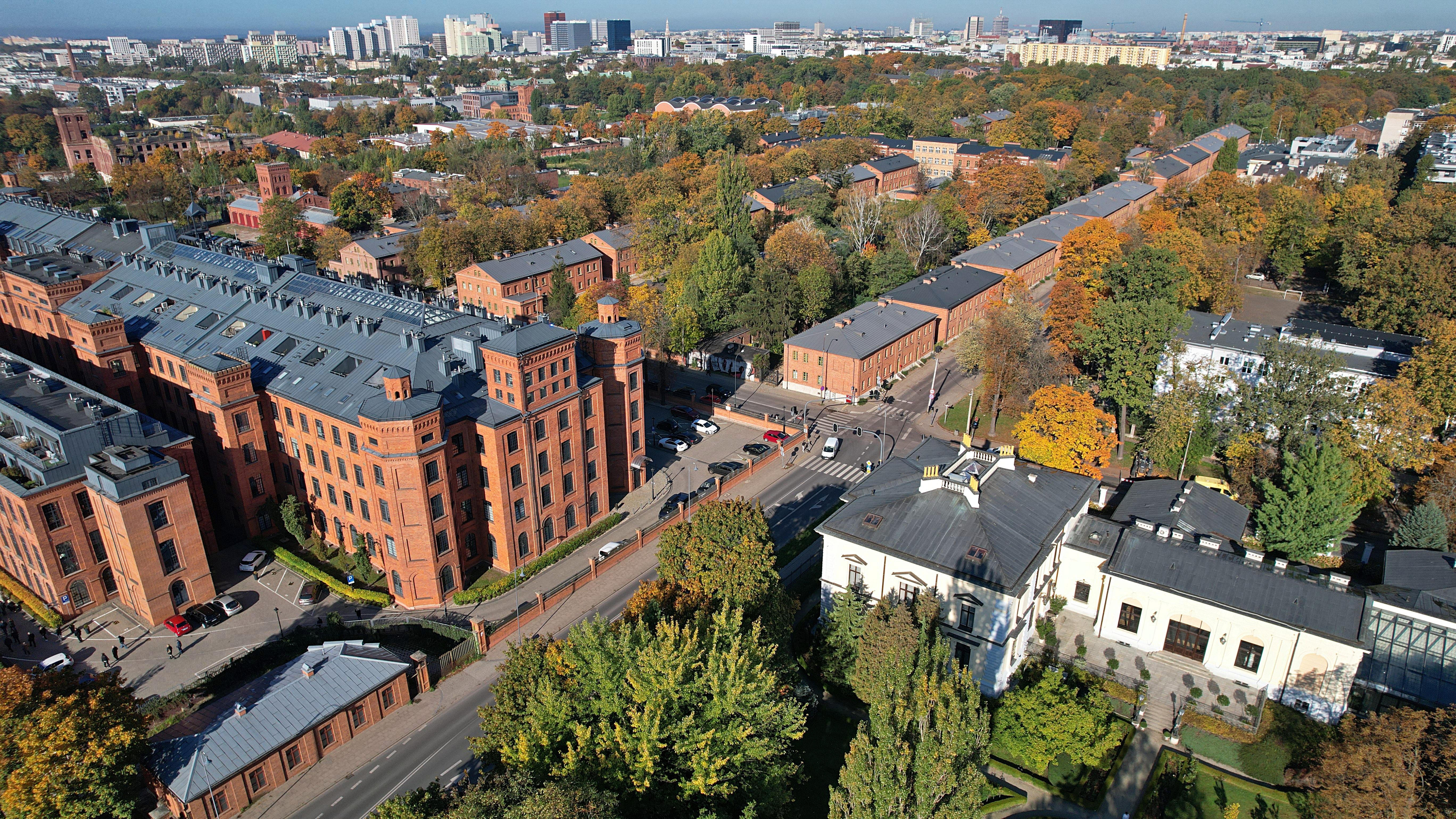

Księży Młyn (niem. Pfaffendorf) – historyczny łódzki kompleks fabryczno-mieszkaniowy, istniejący w Łodzi od 1824 roku, rozbudowany pod koniec XIX wieku wg pomysłu jednego z najbogatszych łódzkich fabrykantów, Karola Scheiblera, czyniąc z niego jeden z najokazalszych przykładów architektury i urbanistyki czasów światowej rewolucji przemysłowej. Całość zajmuje powierzchnię ok. 150 hektarów strefy wielkomiejskiej współczesnej Łodzi, a jej granice wyznacza obszar osiedla SIM o tej samej nazwie.
Głównym elementem osiedla jest okazała Przędzalnia Karola Scheiblera, znajdująca się u zbiegu ulic ks. bpa Wincentego Tymienieckiego i Przędzalnianej, obok której wybudowano osiedle mieszkaniowo-usługowe dla pracowników przedsiębiorstwa. Dzięki inicjatywom inwestorskim rodziny Scheiblerów, lokatorzy domów fabrycznych (zwanych famułami), zbudowanych według założonego wcześniej planu urbanistycznego, uzyskali z czasem dostęp do wody i gazu oraz możliwość korzystania z usług sklepów, klubu fabrycznego, szkoły czy prywatnego szpitala, będąc pod całodobową opieką zakładowej straży ogniowej. 
Całość osiedla uzupełniają okazałe fabrykanckie rezydencje lokalnych XIX-wiecznych przedsiębiorców, którzy wraz z Karolem Scheiblerem współtworzyli osiedle, poszerzając jego powierzchnię także o własne przedsiębiorstwa..
Przedsiębiorstwo Scheiblera otrzymało także połączenie kolejowe za pomocą tzw. Kolei Scheiblerowskiej, łączącej w latach 1883-2003 fabryki i magazyny kompleksu ze światem zewnętrznym.

## Pierwsi właściciele
Zespół ów powstał na miejscu dawnej osady młyńskiej, należącej do proboszcza łódzkiego, wzmiankowanej w 1428 i 1521. Działał tam również młyn sołtysi, później zwany wójtowskim, wzniesiony w tym samym czasie, w niewielkiej odległości od plebańskiego, w górnym biegu rzeki Jasień, prawego dopływu Neru. Na mocy postanowienia władz z 21 listopada 1823 młyny Wójtowski, Księży i Lamus przeszły pod zarząd gminy miejskiej z zamysłem wykorzystania ich na cele przemysłowe, zgodnie z zasadami ustalonymi 30 stycznia 1821 przez administrację rządową Królestwa Polskiego.
Pierwszym, który zbudował tam manufakturę, był Krystian Wendisch, uruchamiając dużą przędzalnię (1827–1830), następnie, po jego śmierci (1830), Fryderyk Karol Moes, a z kolei po jego śmierci (1863) Teodor Krusche, syn fabrykanta pabianickiego Beniamina Kruschego. Pożar w 1870 przerwał jego działalność produkcyjną. W tym samym roku spaloną fabrykę i całą posiadłość Księżego Młyna i Wójtowskiego Młyna kupił Karol Wilhelm Scheibler, przedsiębiorca dynamicznie rozwijający dotychczas swój zakład bawełniany przy Wodnym Rynku w Łodzi.

## Scheibler jako inwestor
Pierwsza przędzalnia Karola Scheiblera (pochodzącego z rodziny niemieckiej, który z belgijskim paszportem dotarł w 1854 do Łodzi via Ozorków), z maszyną parową o mocy 40 KM, powstała przy Wodnym Rynku (dziś Plac Zwycięstwa) obok parku Źródliska w 1855. W następnych latach nastąpiła rozbudowa przedsiębiorstwa w tym rejonie do postaci zabudowy fabryczno-mieszkalnej, będącej pierwszą planową tego typu w Łodzi. Całość w pierwszej fazie rozwoju stanowiła pewnego rodzaju jurydykę – enklawę na gruntach miejskich, nie podlegającą władzom miejskim.
Począwszy od lat 70. XIX w. zaczął się rozrastać kolejny kompleks fabryczny Scheiblera – na niespotykaną wcześniej skalę – „Księży Młyn” (według projektu Hilarego Majewskiego – choć atrybucja ta budzi poważne wątpliwości), z największym w Łodzi budynkiem przędzalni bawełny (207 m długości - obecnie ul. Wincentego Tymienieckiego 25), osiedlem dla robotników (obecnie ul. Przędzalniana 46-52) z jednopiętrowymi domami mieszkalnymi dla robotników, tzw. famułami (1886-1890), sklepem fabrycznym tzw. konsumem (1882), z remizą straży pożarnej (1883-1884), szpitalem im. św. Anny (1884), nieodpłatną szkołą dla dzieci robotników, zespołem pałacowym i parkiem wraz ze stawem. Obecnie ta zwarta dzielnica mieszkalno-przemysłowa, będąca niezwykłym „miastem w mieście”, jest jednym z najciekawszych zabytków przemysłowych na świecie. Zespół fabryczny na Księżym Młynie – zwany też z niemiecka Pffafendorfem – to pierwsze w tej skali, później już nieprześcignione, założenie prezentujące charakterystyczny dla Łodzi układ: fabryka – rezydencja – osiedle mieszkaniowe. To jedna z najlepszych tego rodzaju realizacji, nie tylko na gruncie polskim, ale także i europejskim. Jako kompleks wpisany został do rejestru zabytków, a od kilku lat czynione są starania, by trafił na listę Światowego Dziedzictwa UNESCO.

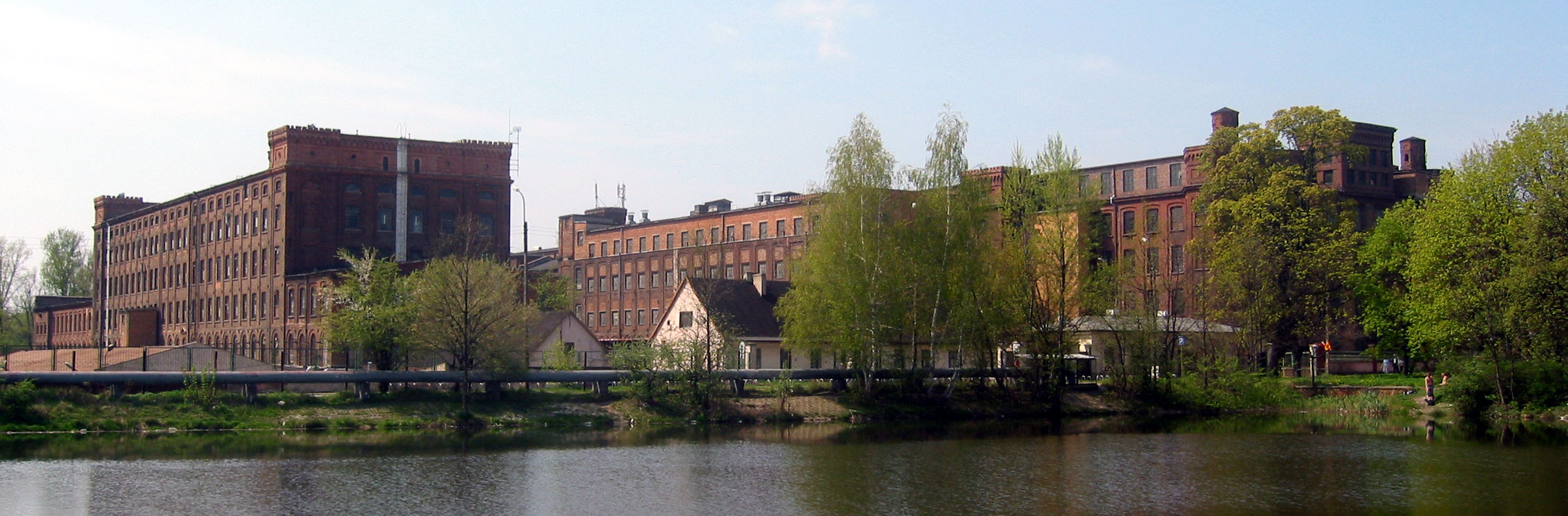
Budynek przędzalni – widok przed 2006 rokiem

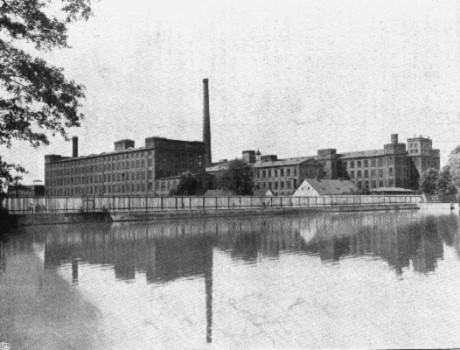
Budynek przędzalni, fot. II połowa XIX w

Przedsiębiorstwo Scheiblera (największe wśród przedsiębiorstw włókienniczych w Królestwie Polskim) objęło prawie całą strefę posiadeł wodno-fabrycznych, ciągnąc się od ulicy Piotrkowskiej po granicę Widzewa (do obecnej ulicy Konstytucyjnej). Łączna powierzchnia tych terenów wynosiła ponad 500 ha, co stanowiło ok. 14% ówczesnego terytorium miasta. Cały kompleks wyróżniał się nie tylko nowoczesnością produkcji, lecz także doskonałą jak na owe czasy organizacją przestrzenną. Wszystkie obiekty fabryczne, o łącznej kubaturze ponad 1 mln m³, jako pierwsze w Łodzi zostały powiązane systemem bocznic kolejowych o długości ok. 5 km od linii kolei żelaznej fabryczno-łódzkiej (uruchomionej 17 listopada 1865).
Scheibler, w celu silniejszego związania robotników z przedsiębiorstwem, wybudował całe szeregi bliźniaczych domów robotniczych – około 1865 po północnej stronie Wodnego Rynku, w latach 70. XIX w. obok przędzalni na Księżym Młynie, pod koniec XIX w. przy ulicy Emilii (dziś ul. ks. W. Tymienieckiego) i na początku XX w. wzdłuż ulicy Przędzalnianej. Szczególnie rozbudowane zostało osiedle przyfabryczne na Księżym Młynie. Dziś jest ono jednym z najcenniejszych zabytków architektoniczno-urbanistycznych Łodzi.
Całość zespołów przemysłowych uzupełniały rezydencje pałacowe: przy Wodnym Rynku (1865) – pałac rodziny Scheiblerów, obecnie Muzeum Kinematografii w Łodzi, przy ulicy Piotrkowskiej w sąsiedztwie Rynku Bielnikowego – obecnie zajmowane przez Politechnikę Łódzką oraz na rogu ulic Przędzalnianej i Emilii (1875) – obecnie Rezydencja Księży Młyn, oddział Muzeum Sztuki. Tę ostatnią zajmował zięć Scheiblera, Edward Herbst z żoną Matyldą.
18 listopada 1921 wobec nieustabilizowanej sytuacji gospodarczej w odrodzonej Polsce nastąpiła fuzja zakładów Scheiblera z zakładem włókienniczym Ludwika Grohmana (założonym w 1842 przez Traugotta Grohmanna, ojca Ludwika). Dzięki temu powstało największe przedsiębiorstwo przemysłu włókienniczego w Polsce początku lat 20. XX wieku (Zjednoczone Zakłady Włókiennicze K. Scheiblera i L. Grohmana, SA w Łodzi).

## Zespoły fabryczne Karola Scheiblera
Zespół I – Wodny Rynek (obecnie Plac Zwycięstwa), ulica Targowa.
Po otrzymaniu od władz miasta w 1854 placu przy Wodnym Rynku Karol Scheibler przystąpił do budowy zespołu fabrycznego. W kolejnych latach od 1855 na Wodnym Rynku wybudował: przędzalnie bawełny (1855 i 1868), tkalnie (1856 i 1868), kotłownie (1856), magazyny (1856 i 1870), wykończalnie (1868). Dodatkowo w latach 1865–1868 postawił zespół pięciu domów robotniczych. Obok przedsiębiorstwa w 1855 wybudował dom mieszkalny dla siebie i swojej rodziny, który w 1865 rozbudowano do postaci neorenesansowego pałacyku, a w 1886 zmodernizowano (dzisiaj mieści się w nim Muzeum Kinematografii w Łodzi).
Przy ul. Targowej z kolei postawiono dom mieszkalny dla pracowników nadzoru technicznego (1896), budynek administracji (początek XX wieku) i centralę handlową (1912).
Zespół II – tereny nad Jasieniem: Księży Młyn (ulice św. Emilii (obecnie ul. Tymienieckiego), Przędzalniana, Fabryczna, Księży Młyn, Milionowa).
Po nabyciu posiadłości fabrycznej wraz z folwarkiem od T. Kruschego na Księżym Młynie oraz terenów wzdłuż ulicy Emilii od Jakuba Petersa, Scheibler przystąpił na początku lat 70. XIX wieku do budowy całego kompleksu fabrycznego, w tym największego w Łodzi budynku – przędzalni bawełny.
W kolejnych latach (od 1870) wybudował przy ulicy św. Emilii przędzalnię (1870-1879), budynki gospodarcze przędzalni (1873–1879), farbiarnię, wykończalnię i cztery magazyny. Poza tym, podobnie jak przy Wodnym Rynku, lecz na o wiele większą skalę, postawiono cały zespół domów robotniczych: dziewiętnastu przy ulicy św. Emilii (1873–1900), osiemnastu (trzy rzędy po sześć budynków) przy ulicy Księży Młyn (1873–1875) i trzech przy ulicy Fabrycznej (1885). Wybudował też remizę zakładowej straży pożarnej i domy mieszkalne dla strażaków przy ulicy św. Emilii (1878), szpital fabryczny przy ulicy Milionowej (1882), szkołę przy ulicy Księży Młyn (1877), konsum (sklep dla mieszkańców osiedla) i zespół pałacowy na rogu ulic Przędzalnianej i Tymienieckiego (1875), który zajmował zięć Scheiblera, Edward Herbst.
Zespół III – ulice św. Emilii oraz Widzewska (obecnie Jana Kilińskiego).
Ulica św. Emilii obejmuje: tzw. Bielnik Kopischa (1829) przy ulicy św. Emilii (jeden z najstarszych budynków mieszkalno-fabrycznych w Łodzi nigdy bielnikiem nie był), nowy bielnik (1878), bielnik i wykańczalnię (1880), dwa budynki fabryczne i magazyn (1890), elektrownię (1910–1914), budynki administracji, zespół pięciu domów robotniczych (1900), mieszkania obsługi technicznej (koniec XIX w.) oraz szpital dziecięcy (wybudowany w latach 1904–1905 przez firmę Nestler–Ferrenbach według projektu Pawła Rübensahma [Riebensahma]).
Przy ulicy Jana Kilińskiego wybudowano dwa domy robotnicze (1890) oraz pod numerem 187 (w 1898 lub 1899) powstała tzw. Nowa Tkalnia (proj. Paweł Rübensahm) – obiekt znany ze spotkania w 1987 papieża Jana Pawła II z robotnicami przy warsztacie.
W 2015 Księży Młyn został uznany pomnikiem historii. 23 maja 2016 Narodowy Bank Polski w ramach cyklu „Odkryj Polskę” wprowadził do obiegu (w nakładzie do 1,2 mln sztuk) monetę pięciozłotową z widocznym fragmentem Księżego Młyna – przędzalnią, najstarszym budynkiem i kominem fabrycznym. Projekt monety, autorstwa Dobrochny Surajewskiej, powstał w oparciu o zdjęcie wykonane w 1926 przez Włodzimierza Pfeiffera.

## Upamiętnienia
- 23 maja 2016 roku Narodowy Bank Polski wyemitował okolicznościową monetę pięciozłotową z serii „Odkryj Polskę” przedstawiającą Księży Młyn[22].